# ロッケッタ・ネルヴィーナ
ロッケッタ・ネルヴィーナ(伊: Rocchetta Nervina)は、イタリア共和国リグーリア州インペリア県にある、人口約300人の基礎自治体（コムーネ）。

## 地理

### 位置・広がり

#### 隣接コムーネ
隣接するコムーネは以下の通り。FR-06はフランスのアルプ＝マリティーム県（プロヴァンス＝アルプ＝コート・ダジュール地域圏）所属を示す。
- アプリカーレ
- Breil-sur-Roya (FR-06)
- ドルチェアックア
- イゾラボーナ
- ピーニャ
- Saorge (FR-06)

### 地震分類
イタリアの地震リスク階級 (it) では、3 に分類される
。